# Z-матрица
В химии Z-матрицей (Z-matrix) называют способ представления координат атомов молекулярной системы. Кроме того, такое представление называют также внутренними координатами (internal coordinates). Это представление определяет каждый атом системы через атомный номер, длину связи, валентный угол и двугранный угол. Под связью в данном случае подразумевается не химическая связь, а просто вектор, направленный от одного атома к другому, хотя они могут и совпадать. Тем не менее, принято записывать Z-матрицу через длины и углы химических связей, так как такая запись позволяет описать не только относительное расположение атомов друг относительно друга, но и связи этих атомов. Z-матрица называется так потому, что второй атом всегда располагается вдоль оси аппликат (оси Z).
Z-матрица может быть преобразована в декартовы координаты. Также возможно обратное преобразование. Информация при этих преобразованиях не теряется.
Z-матрицы используются для описания молекулярных систем и принимаются многими программами моделирования молекулярной динамики и вычислительной химии. Кроме того, многие программы визуализации молекулярной структуры предоставляют графические редакторы z-матриц. Например, к таким программам относится Molden Архивная копия от 5 июля 2007 на Wayback Machine.

## Пример
Молекула метана в декартовых координатах (в ангстремах):
```
C     0.000000     0.000000     0.000000
H     0.000000     0.000000     1.089000
H     1.026719     0.000000    -0.363000
H    -0.513360    -0.889165    -0.363000
H    -0.513360     0.889165    -0.363000
```

Молекула метана в виде z-матрицы:
```
C
H   1 1.089000     
H   1 1.089000  2  109.4710      
H   1 1.089000  2  109.4710  3  120.0000   
H   1 1.089000  2  109.4710  3 -120.0000
```